# 수마트라늘보로리스
수마트라늘보로리스 또는 힐러늘보로리스(Nycticebus hilleri)는 늘보로리스속에 속하는 곡비원류 영장류다. 한때 순다늘보로리스의 이명으로 간주했지만, 현재 IUCN에서 정식 종으로 인정하고 있다. 수마트라늘보로리스의 학명은 1901년 동인도 제도를 탐험하던 중 수마트라늘보로리스의 정기준표본을 수집한 히람 M. 힐러 주니어의 이름을 따서 지었다.

## 특징
수마트라늘보로리스는 땅딸막하고 꼬리가 없는 영장류로, 강력한 팔다리를 가지고 있다. 인도네시아 애완동물 시장에서 압수된 늘보로리스를 비교한 결과, 힐러늘보로리스는 일반적으로 순다늘보로리스보다 약간 더 큰 것으로 나타났다. 이 연구에 따르면, 머리부터 몸까지 평균 몸 길이는 27.8cm이고 그 중 머리 길이는 6.1cm이다. 머리 너비는 3.9cm이고 주둥이 길이는 2.1cm, 귀 길이는 1.8cm이다. 수마트라늘보로리스의 평균 몸무게는 689g이다.
수마트라늘보로리스는 짙은 적갈색을 띤다. 등쪽 중앙의 어두운 줄무늬와 얼굴의 어두운 무늬, 귀 앞부분의 털, 그리고 배 역시 적갈색이다. 등쪽 줄무늬는 몸 끝까지 이어지지 않는다.

## 서식지 및 먹이
수마트라늘보로리스는 저지대 열대우림과 산간지대 삼림, 그리고 일차림과 선택적으로 벌목된 삼림 모두에 서식한다. 수마트라늘보로리스는 곤충과 꽃꿀, 식물 수액을 먹고 살며, 때때로 과일과 작은 척추동물을 먹이로 삼는다.

## 분류학
수마트라늘보로리스 종은 1902년 미국 동물학자 위트머 스톤과 제임스 에이브럼 가필드 렌이 Nyeticebus coucang hilleri라는 학명으로 기재했으며, 순다늘보로리스의 아종으로 분류했다. 완모식 표본을 수집한 미국 탐험가 히람 M. 힐러의 이름을 따서 학명을 명명했다. 이후 아종 지위를 잃었고, 북부 수마트라의 늘보로리스는 흔한 순다늘보로리스로 분류되었다. 2007년, 인도네시아 애완동물 시장에서 압수된 늘보로리스를 조사하던 두 명의 영장류학자는 스톤과 렌이 기재한 특징을 보이는 표본 9점을 발견하고 수마트라늘보로리스를 별도의 종으로 분류할 것을 제안했다. 국제자연보전연맹(IUCN)은 2020년 1월부터 수마트라늘보로리스를 별도의 종으로 지정했다.

## 보전 상태
IUCN은 힐러늘보로리스를 심각한 절멸위기종으로 분류한다. 삼림 벌채로 인해 이 종은 서식지를 점점 더 잃어가고 있다. 더욱이, 모든 늘보로리스와 마찬가지로 애완동물로 포획되고 있다.